# Campeonato Esloveno de Futebol de 1999-2000
O Campeonato Esloveno de Futebol de 1999-2000, oficialmente em Língua eslovena "1. Slovenska Nogometna Liga 99/00", (organizado pela Associação de Futebol da Eslovênia) foi a 9º edição do campeonato do futebol de Eslovênia. Os clubes jogavam em turno e returno - duas vezes. O campeão se classificava para a Liga dos Campeões da UEFA de 2000–01 e o vice se classificava para a Copa da UEFA de 2000–01. Os dois últimos eram rebaixados para o Campeonato Esloveno de Futebol de 2000-01 - Segunda Divisão.

## Participantes
| Equipe    | Cidade        | Região            | No ano anterior                                                         | Estádio                         | Capacidade | Títulos                                | Participações |
| --------- | ------------- | ----------------- | ----------------------------------------------------------------------- | ------------------------------- | ---------- | -------------------------------------- | ------------- |
| Rudar     | Velenje       | Savinjska         | Terceiro Lugar                                                          | Estádio Municipal Ob Jezeru     | 1.400      | 0 (não possui)                         | 9             |
| Celje     | Celje         | Savinjska         | Sétimo Lugar                                                            | Estádio Skalna Klet             | 2.500      | 0 (não possui)                         | 9             |
| Gorica    | Nova Gorica   | Goriška           | Vice Campeão                                                            | Parque Desportivo Gorica        | 3.066      | 1 (1995-96)                            | 9             |
| Mura      | Murska Sobota | Pomurska          | Quarto Lugar                                                            | Estádio Municipal Fazanerija    | 3.782      | 0 (não possui)                         | 9             |
| Beltinci  | Beltinci      | Pomurska          | Décimo Lugar                                                            | Parque Desportivo Beltinci      | 1.346      | 0 (não possui)                         | 9             |
| Olimpija  | Liubliana     | Eslovénia Central | Sexto Lugar                                                             | Estádio Bežigrad                | 8.200      | 4 (1991-92, 1992-93,1993-94 , 1994-95) | 9             |
| Maribor   | Maribor       | Podravska         | Campeão                                                                 | Estádio Ljudski vrt             | 12.435     | 3 (1996-97, 1997-98, 1998-99)          | 9             |
| Primorje  | Ajdovščina    | Goriška           | Nono Lugar                                                              | Estádio Municipal de Ajdovščina | 1.630      | 0 (não possui)                         | 8             |
| Korotan   | Prevalje      | Koroška           | Quinto Lugar                                                            | Estádio Prevalje                | 600        | 0 (não possui)                         | 6             |
| Domžale   | Domžale       | Eslovénia Central | Oitavo Lugar                                                            | Parque Desportivo Domžale       | 3.212      | 0 (não possui)                         | 3             |
| Pohorje   | Ruše          | Podravska         | Acesso pelo Campeonato Esloveno de Futebol de 1998-99 - Segunda Divisão | Estádio Pohorje                 | 1.500      | 0 (não possui)                         | 1             |
| Dravograd | Dravograd     | Koroška           | Acesso pelo Campeonato Esloveno de Futebol de 1998-99 - Segunda Divisão | Centro Desportivo Dravograd     | 1.918      | 0 (não possui)                         | 1             |

## Campeão
| Campeão Esloveno 1999-2000            |
| ------------------------------------- |
| Maribor (Maribor) (4º título) Campeão |